# 정규 식생 지수
정규 식생 지수(normalized difference vegetation index, NDVI)는 센서 데이터를 사용하여 식생의 건강성과 밀도를 정량화하는 데 널리 사용되는 측정항목이다. 이는 빨간색과 근적외선이라는 두 가지 특정 대역의 분광 데이터를 통해 계산된다. 분광 데이터는 일반적으로 위성과 같은 원격 센서에서 제공된다.
이 측정항목은 정확성 때문에 업계에서 널리 사용된다. 이는 실제 지상 식생 상태와 높은 상관관계를 가지고 있다. 지수는 해석하기 쉽다. NDVI는 -1과 1 사이의 값이다. 아무것도 자라지 않는 영역의 NDVI는 0이다. NDVI는 식생 성장에 비례하여 증가한다. 밀도가 높고 건강한 초목이 있는 지역의 NDVI는 1이다. NDVI 값이 0보다 작으면 마른 땅이 부족함을 나타낸다. 바다의 NDVI는 -1이다.

## 같이 보기
- 레드에지